# Bítešská vrchovina
Bítešská vrchovina je geomorfologický podcelek Křižanovské vrchoviny rozkládající se především na území okresu Žďár nad Sázavou (a částečně zasahující i do okresů Třebíč, Brno-venkov, Jihlava a Havlíčkův Brod). Nachází se v severovýchodní části Křižanovské vrchoviny. Plochá vrchovina se skládá z krystalických břidlic (obzvlášť rul) a vyvřelin, místy se nacházejí ostrůvky mořských neogenních usazenin. Střední nadmořská výška činí 517,2 m. Povrch se přizpůsobil odolnosti hornin, neboť místy jsou uchovány hluboké tropické zvětraliny (okolo Žďáru nad Sázavou). V neogénu se ve Veselské sníženině rozkládalo průtokové jezero. V okolí obce Loučky se nachází neogenní usazeniny. Nejvyšším bodem je Harusův kopec (743 m), který je rovněž nejvyšším bodem Novoměstské pahorkatiny a nachází se 1 km jihovýchodně od Jiříkovic. Povrch pokrývají pole, louky a drobné lesy.

## Okrsky
- Měřínská kotlina
- Arnolecké hory
- Veselská sníženina
- Henzlička
- Světnovská sníženina
- Novoměstská pahorkatina
- Bobrovská pahorkatina
- Jinošovská pahorkatina
- Deblínská vrchovina
- Pyšelský hřbet
- Velkomeziříčská pahorkatina
- Borská pahorkatina
- Libochovská sníženina